# 오가미 다케토시
오가미 다케토시(일본어: 大神 武俊, 1932년 11월 1일 ~ 2003년 1월 16일)는 일본의 전 프로 야구 선수이자 야구 지도자, 야구 해설가·평론가이다. 후쿠오카현 출신이며 현역 시절 포지션은 투수였다.

## 인물
구제 후쿠오카 시립 하카타 공업고등학교를 졸업하고 사회인 야구팀 도요 고압 오무타를 거쳐 1951년 난카이 호크스 2군에 적을 두고 있는 팀이자 사회인 야구팀인 난카이 토건에 입단했다.
이듬해 1952년에는 난카이 호크스에 입단하여 프로 1년째에 처음에는 주목받진 않았지만 스프링 캠프에서 주목을 받고 시즌 8승을 올렸다. 그해 요미우리 자이언츠와 맞붙은 일본 시리즈에서는 신인임에도 불구하고 1차전 선발 투수로 발탁됐다(오가미 이후 일본 시리즈 1차전에 선발 등판한 신인 투수는 도호쿠 라쿠텐 골든이글스의 노리모토 다카히로가 2013년에 선발 등판할 때까지 61년간 나타나지 않았다).
2년째인 1953년에는 19승 8패와 시즌 최고 승률(0.704)을 남기며 최고 승률 타이틀을 획득했다. 이듬해 1954년에도 14승을 기록하는 등의 좋은 성적을 남겼지만 그 2년 전의 무리한 혹사로 인한 영향으로 1955년에 어깨 부상을 당했고 1956년을 끝으로 현역에서 은퇴했다. 그 후 규슈 아사히 방송 해설자(1957년 ~ 1968년)를 거쳐 후쿠오카 대학 야구부 감독(1969년 ~ 1974년, 1982년 ~ 1990년)을 지냈다.
2003년 1월 16일에 위암으로 사망했다(향년 70세).

## 상세 정보

### 출신 학교
- 구제 후쿠오카 시립 하카타 공업고등학교

### 선수 경력
- 도요 고압 오무타
- 난카이 토건
- 난카이 호크스(1952년 ~ 1956년)

### 수상·타이틀 경력
- 최고 승률 : 1회(1953년)

### 개인 기록
- 한 이닝 몸에 맞는 공 : 4개(1953년 8월 11일, 대 긴테쓰 펄스 전) ※당시 일본 프로 야구 기록
- 올스타전 출장 : 1회(1954년)

### 등번호
- 28(1952년 ~ 1956년)

### 연도별 투수 성적
| 연 도      | 소 속      | 등 판 | 선 발 | 완 투 | 완 봉 | 무 4 구 | 승 리 | 패 전 | 세 이 브 | 홀 드 | 승 률 | 타 자 | 이 닝 | 피 안 타 | 피 홈 런 | 볼 넷 | 고 4 | 몸 맞 | 탈 삼 진 | 폭 투 | 보 크 | 실 점 | 자 책 점 | 평 자 책 | W H I P |
| ---------- | ---------- | ----- | ----- | ----- | ----- | ------- | ----- | ----- | -------- | ----- | ----- | ----- | ----- | -------- | -------- | ----- | ---- | ----- | -------- | ----- | ----- | ----- | -------- | -------- | ------- |
| 1952년     | 난카이     | 32    | 18    | 3     | 1     | 1       | 8     | 5     | --       | --    | .615  | 578   | 137.0 | 123      | 9        | 48    | --   | 5     | 70       | 0     | 0     | 61    | 48       | 3.15     | 1.25    |
| 1953년     | 난카이     | 43    | 29    | 16    | 4     | 0       | 19    | 8     | --       | --    | .704  | 1068  | 261.1 | 216      | 7        | 101   | --   | 7     | 109      | 2     | 0     | 77    | 65       | 2.23     | 1.21    |
| 1954년     | 난카이     | 34    | 27    | 8     | 3     | 0       | 14    | 7     | --       | --    | .667  | 734   | 185.1 | 139      | 10       | 68    | --   | 8     | 67       | 2     | 0     | 53    | 47       | 2.27     | 1.12    |
| 1955년     | 난카이     | 20    | 6     | 0     | 0     | 0       | 3     | 1     | --       | --    | .750  | 240   | 54.1  | 63       | 5        | 23    | 1    | 1     | 22       | 0     | 0     | 30    | 24       | 3.93     | 1.58    |
| 1956년     | 난카이     | 1     | 0     | 0     | 0     | 0       | 0     | 0     | --       | --    | ----  | 5     | 1.0   | 1        | 0        | 0     | 0    | 0     | 0        | 0     | 0     | 0     | 0        | 0.00     | 1.00    |
| 통산 : 5년 | 통산 : 5년 | 130   | 80    | 27    | 8     | 1       | 44    | 21    | --       | --    | .677  | 2625  | 639.0 | 542      | 31       | 240   | 1    | 21    | 268      | 4     | 0     | 221   | 184      | 2.59     | 1.22    |

- 굵은 글씨는 시즌 최고 성적이다.